# Комсомољск (Ивановска област)
Комсомољск (рус. Комсомольск) град је у Русији у Ивановској области. Према попису становништва из 2010. у граду је живело 8693 становника.

## Становништво
| 1939.  | 1959.  | 1970.  | 1979.  | 1989.  | 2002. | 2010. |
| ------ | ------ | ------ | ------ | ------ | ----- | ----- |
| 15.700 | 11.103 | 12.320 | 12.333 | 11.587 | 9.595 | 8.693 |